# Jean-Claude Mignon
Jean-Claude Georges Honoré Mignon (ur. 2 lutego 1950 w Corbeil-Essonnes) – francuski polityk, samorządowiec i przedsiębiorca, parlamentarzysta, w latach 2012–2014 przewodniczący Zgromadzenia Parlamentarnego Rady Europy.

## Życiorys
Z zawodu przedsiębiorca. Działał w Zgromadzeniu na rzecz Republiki (m.in. jako sekretarz narodowy), a po jego przekształceniu w Unii na rzecz Ruchu Ludowego i Republikanach. Zajmował stanowisko radnego: miejskiego Saint-Germain-sur-Ecole (od 1977), kantonu Perthes-en-Gâtinais (1982–1988), departamentu Sekwana i Marna (1982–1995) oraz regionu Île-de-France (1986–1988). Ponadto w latach 1983–2014 pozostawał merem Dammarie-les-Lys, a od 2002 do 2008 szefem aglomeracji gmin Melun Val de Seine. W 1988 po raz pierwszy wybrany do Zgromadzenie Narodowego, uzyskiwał reelekcję w 1993, 1997, 2002, 2007 i 2012. Został reprezentantem Francji w Zgromadzeniu Parlamentarnym Rady Europy jako zastępca (1993–2002) i członek (2002–2017), objął funkcję wiceszefa frakcji ludowo-chadeckiej. Od 23 stycznia 2012 do 27 stycznia 2014 zajmował stanowisko przewodniczącego Zgromadzenia, w 2014 bez powodzenia ubiegał się o fotel sekretarza generalnego tego gremium. W 2017 nie kandydował ponownie w wyborach krajowych i wycofał się z polityki.

## Odznaczenia
Kawaler Legii Honorowej (2017).